# Anno liturgico nel Messale Romano del 1962
Il calendario liturgico nella liturgia precedente la riforma di Paolo VI è organizzato secondo due cicli che ruotano attorno a due feste: il Natale, che celebra il mistero dell'Incarnazione, e la Pasqua, che celebra il mistero della Redenzione.
Per ognuno dei due periodi si riconosce un tempo di preparazione, un tempo di celebrazione e un tempo intermedio.

## Ciclo temporale dell'anno liturgico
Per la classe dei giorni liturgici, consultare la tabella dei giorni liturgici.
| Tempo e note liturgiche generali | Note liturgiche specifiche | Colore liturgico | Domeniche, feste, solennità. |
| --- | --- | ---------------- | --- |
| Tempo d'Avvento (preparazione al Natale). Non si dice il Gloria, l'organo è muto e l'altare è spogliato dai fiori | Il tempo inizia con la domenica più vicina alla festa di sant’Andrea, 30 novembre. Tutte le ferie dal lunedì dopo la I domenica d'Avvento al 16 dicembre sono di III classe e cedono alle feste di III classe                                                      | viola            | 1ª domenica d'Avvento |
| Tempo d'Avvento (preparazione al Natale). Non si dice il Gloria, l'organo è muto e l'altare è spogliato dai fiori | Il tempo inizia con la domenica più vicina alla festa di sant’Andrea, 30 novembre. Tutte le ferie dal lunedì dopo la I domenica d'Avvento al 16 dicembre sono di III classe e cedono alle feste di III classe                                                      | viola            | 2ª domenica d'Avvento |
| Tempo d'Avvento (preparazione al Natale). Non si dice il Gloria, l'organo è muto e l'altare è spogliato dai fiori | Se l'8 dicembre cade di domenica, si celebra la festa e si fa la commemorazione della domenica. | bianco           | Solennità dell'Immacolata Concezione della Beata Vergine Maria. |
| Tempo d'Avvento (preparazione al Natale). Non si dice il Gloria, l'organo è muto e l'altare è spogliato dai fiori | Domenica Gaudete, l'organo può suonare e l'altare può essere decorato dai fiori | rosa o viola     | 3ª domenica d'Avvento, o Domenica Gaudete |
| Tempo d'Avvento (preparazione al Natale). Non si dice il Gloria, l'organo è muto e l'altare è spogliato dai fiori | Tutte le ferie dal 16 al 24 dicembre sono di II classe e prevalgono sulle feste di II classe particolari ma non sulle universali. Se la IV domenica d'Avvento cade il 24 dicembre, si celebra la Messa della vigilia.                                              | viola            | 4ª domenica d'Avvento |
| Tempo di Natale, dal Natale del Signore alla nona della vigilia dell'Epifania | Festa di I classe con ottava di II classe; le feste del 26-27-28 dicembre (Santo Stefano, San Giovanni e SS. Innocenti) hanno messa propria con commemorazione dell'ottava; il 29-30-31 dicembre hanno la Messa propria dei giorni fra l'ottava                    | bianco           | 25 dicembre: Festa della Natività del Signore |
| Tempo di Natale, dal Natale del Signore alla nona della vigilia dell'Epifania | Festa di II classe | rosso            | 26 dicembre: Festa di Santo Stefano Protomartire |
| Tempo di Natale, dal Natale del Signore alla nona della vigilia dell'Epifania | Festa di II classe | bianco           | 27 dicembre: Festa di San Giovanni Apostolo ed Evangelista |
| Tempo di Natale, dal Natale del Signore alla nona della vigilia dell'Epifania | Festa di II classe | rosso            | 28 dicembre: Festa dei Santi Innocenti Martiri |
| Tempo di Natale, dal Natale del Signore alla nona della vigilia dell'Epifania | Domenica di II classe che ha la prevalenza sulla festa che dev'essere commemorata | bianco           | Domenica tra l'ottava di Natale |
| Tempo di Natale, dal Natale del Signore alla nona della vigilia dell'Epifania | Festa di I classe | bianco           | 1º gennaio: Ottava di Natale |
| Tempo di Natale, dal Natale del Signore alla nona della vigilia dell'Epifania | Domenica tra il 2 e il 5 gennaio, oppure il 2 quando non ricorre la domenica. | bianco           | SS. Nome di Gesù |
| Tempo di Epifania (dal 6 al 13 gennaio) | Festa di I classe | bianco           | 6 gennaio: Festa dell'Epifania del Signore |
| Tempo di Epifania (dal 6 al 13 gennaio) | Festa di II classe | bianco           | 1ª domenica dopo l'Epifania: Sacra Famiglia |
| Tempo di Epifania (dal 6 al 13 gennaio) | Festa di II classe - Se il 13 gennaio cade di domenica, si celebra la Festa della Sacra Famiglia, senza commemorazione del Battesimo del Signore. | bianco           | 13 gennaio: Festa del Battesimo del Signore |
| Tempo durante l'anno dopo l'Epifania | Le Domeniche sono di II classe, le ferie sono di IV classe | verde            | 2ª domenica dopo l'Epifania |
| Tempo durante l'anno dopo l'Epifania | Le Domeniche sono di II classe, le ferie sono di IV classe | verde            | 3ª domenica dopo l'Epifania |
| Tempo durante l'anno dopo l'Epifania | Le Domeniche sono di II classe, le ferie sono di IV classe | verde            | 4ª domenica dopo l'Epifania |
| Tempo durante l'anno dopo l'Epifania | Le Domeniche sono di II classe, le ferie sono di IV classe | verde            | 5ª domenica dopo l'Epifania |
| Tempo durante l'anno dopo l'Epifania | Le Domeniche sono di II classe, le ferie sono di IV classe | verde            | 6ª domenica dopo l'Epifania |
| Festa mariana | Festa di II classe che ha prevalenza sulla domenica | bianco           | 2 febbraio: Purificazione della Beata Vergine Maria |
| Tempo di Settuagesima o di carnevale (preparazione remota alla Pasqua). Non si dice il Gloria, il Tratto sostituisce l'Alleluia | Le Domeniche sono di II classe, le ferie sono di IV classe | viola            | Domenica di Settuagesima |
| Tempo di Settuagesima o di carnevale (preparazione remota alla Pasqua). Non si dice il Gloria, il Tratto sostituisce l'Alleluia | Le Domeniche sono di II classe, le ferie sono di IV classe | viola            | Domenica di Sessagesima |
| Tempo di Settuagesima o di carnevale (preparazione remota alla Pasqua). Non si dice il Gloria, il Tratto sostituisce l'Alleluia | Le Domeniche sono di II classe, le ferie sono di IV classe | viola            | Domenica di Quinquagesima |
| Tempo di Quaresima (preparazione prossima alla Pasqua). Non si dice il Gloria, il Tratto sostituisce l'Alleluia, l'organo è muto e l'altare è spogliato dai fiori | Il Mercoledì delle ceneri e tutte le Domeniche di Quaresima sono di I classe, le ferie hanno Messa propria, sono di III classe e hanno la prevalenza sulle feste di III classe.                                                                                    | viola            | Mercoledì delle ceneri |
| Tempo di Quaresima (preparazione prossima alla Pasqua). Non si dice il Gloria, il Tratto sostituisce l'Alleluia, l'organo è muto e l'altare è spogliato dai fiori | Il Mercoledì delle ceneri e tutte le Domeniche di Quaresima sono di I classe, le ferie hanno Messa propria, sono di III classe e hanno la prevalenza sulle feste di III classe.                                                                                    | viola            | 1ª domenica di Quaresima |
| Tempo di Quaresima (preparazione prossima alla Pasqua). Non si dice il Gloria, il Tratto sostituisce l'Alleluia, l'organo è muto e l'altare è spogliato dai fiori | Il Mercoledì delle ceneri e tutte le Domeniche di Quaresima sono di I classe, le ferie hanno Messa propria, sono di III classe e hanno la prevalenza sulle feste di III classe.                                                                                    | viola            | 2ª domenica di Quaresima |
| Tempo di Quaresima (preparazione prossima alla Pasqua). Non si dice il Gloria, il Tratto sostituisce l'Alleluia, l'organo è muto e l'altare è spogliato dai fiori | Il Mercoledì delle ceneri e tutte le Domeniche di Quaresima sono di I classe, le ferie hanno Messa propria, sono di III classe e hanno la prevalenza sulle feste di III classe.                                                                                    | viola            | 3ª domenica di Quaresima |
| Tempo di Quaresima (preparazione prossima alla Pasqua). Non si dice il Gloria, il Tratto sostituisce l'Alleluia, l'organo è muto e l'altare è spogliato dai fiori | Il Mercoledì delle ceneri e tutte le Domeniche di Quaresima sono di I classe, le ferie hanno Messa propria, sono di III classe e hanno la prevalenza sulle feste di III classe.                                                                                    | rosa o viola     | 4ª domenica di Quaresima o domenica Laetare |
| Tempo di Passione (Preparazione immediata alla Pasqua), si omette il Salmo 42 prima del Confiteor, si tralascia la dossologia all'Introito e dopo il Salmo 25, non si dice il Gloria, il Tratto sostituisce l'Alleluia, l'organo è muto e l'altare è spogliato dai fiori. Le immagini della chiesa e i Crocifissi sono velati dai Vespri del Sabato antecedente; le Croci rimarranno velate fino al Venerdì Santo, le immagini fino al Sabato santo. | Le due Domeniche sono di I classe e non ammettono alcuna commemorazione, le ferie sono di III classe e prevalgono sulle feste di III classe | viola            | 1ª domenica di Passione |
| Tempo di Passione (Preparazione immediata alla Pasqua), si omette il Salmo 42 prima del Confiteor, si tralascia la dossologia all'Introito e dopo il Salmo 25, non si dice il Gloria, il Tratto sostituisce l'Alleluia, l'organo è muto e l'altare è spogliato dai fiori. Le immagini della chiesa e i Crocifissi sono velati dai Vespri del Sabato antecedente; le Croci rimarranno velate fino al Venerdì Santo, le immagini fino al Sabato santo. | Le due Domeniche sono di I classe e non ammettono alcuna commemorazione, le ferie sono di III classe e prevalgono sulle feste di III classe | viola            | 2ª domenica di Passione o delle Palme |
| Triduo Pasquale | Festa di I classe. Al Gloria si suonano le campane che taceranno, come l'organo, fino al Gloria della Messa della Veglia Pasquale. Reposizione del SS. Sacramento. Spogliazione degli altari                                                                       | bianco           | Giovedì santo "In Coena Domini" |
| Triduo Pasquale | Festa di I classe. Lettura del Passio. Solenni Orazioni. Adorazione della croce. Comunione. Spogliazione degli altari | nero             | Venerdì Santo "In Passione et Morte Domini" |
| Triduo Pasquale | Festa di I classe. Benedizione del fuoco. Ostensione del Cero pasquale. Canto del Preconio. Lettura delle Profezie. Benedizione dell'acqua. Litanie | viola            | Veglia Pasquale. Il Sabato Santo è, insieme al Venerdì santo, l'unico giorno aliturgico del Calendario Romano e la Comunione può essere amministrata solo sotto forma di Viatico. |
| Tempo Pasquale | Pasqua è festa di I classe con ottava privilegiata di I classe. Durante tutta l'ottava fino alla domenica in Albis si recita la Sequenza Victimae Paschali Laudes, hanc igitur propri, Ite Missa est, allelúia allelúia. Le Domeniche del tempo sono di II classe. | bianco           | Domenica di Resurrezione |
| Tempo Pasquale | Pasqua è festa di I classe con ottava privilegiata di I classe. Durante tutta l'ottava fino alla domenica in Albis si recita la Sequenza Victimae Paschali Laudes, hanc igitur propri, Ite Missa est, allelúia allelúia. Le Domeniche del tempo sono di II classe. | bianco           | 1ª domenica dopo Pasqua o In Albis |
| Tempo Pasquale | Pasqua è festa di I classe con ottava privilegiata di I classe. Durante tutta l'ottava fino alla domenica in Albis si recita la Sequenza Victimae Paschali Laudes, hanc igitur propri, Ite Missa est, allelúia allelúia. Le Domeniche del tempo sono di II classe. | bianco           | 2ª domenica dopo Pasqua o del Buon Pastore |
| Tempo Pasquale | Pasqua è festa di I classe con ottava privilegiata di I classe. Durante tutta l'ottava fino alla domenica in Albis si recita la Sequenza Victimae Paschali Laudes, hanc igitur propri, Ite Missa est, allelúia allelúia. Le Domeniche del tempo sono di II classe. | bianco           | 3ª domenica dopo Pasqua |
| Tempo Pasquale | Pasqua è festa di I classe con ottava privilegiata di I classe. Durante tutta l'ottava fino alla domenica in Albis si recita la Sequenza Victimae Paschali Laudes, hanc igitur propri, Ite Missa est, allelúia allelúia. Le Domeniche del tempo sono di II classe. | bianco           | 4ª domenica dopo Pasqua |
| Tempo Pasquale | Pasqua è festa di I classe con ottava privilegiata di I classe. Durante tutta l'ottava fino alla domenica in Albis si recita la Sequenza Victimae Paschali Laudes, hanc igitur propri, Ite Missa est, allelúia allelúia. Le Domeniche del tempo sono di II classe. | bianco           | 5ª domenica dopo Pasqua |
| Tempo Pasquale | Pasqua è festa di I classe con ottava privilegiata di I classe. Durante tutta l'ottava fino alla domenica in Albis si recita la Sequenza Victimae Paschali Laudes, hanc igitur propri, Ite Missa est, allelúia allelúia. Le Domeniche del tempo sono di II classe. | bianco           | Giovedì della 5ª settimana dopo Pasqua: Ascensione del Signore |
| Tempo Pasquale | Pasqua è festa di I classe con ottava privilegiata di I classe. Durante tutta l'ottava fino alla domenica in Albis si recita la Sequenza Victimae Paschali Laudes, hanc igitur propri, Ite Missa est, allelúia allelúia. Le Domeniche del tempo sono di II classe. | bianco           | Domenica dopo l'Ascensione |
| Tempo Pasquale | Pentecoste è festa di I classe con ottava privilegiata di I classe. | rosso            | Domenica di Pentecoste |
| Tempo durante l'anno dopo Pentecoste | Festa di I classe | bianco           | 1ª domenica dopo Pentecoste: SS. Trinità |
| Tempo durante l'anno dopo Pentecoste | Festa di I classe | bianco           | Giovedì dopo SS. Trinità: Corpus Domini |
| Tempo durante l'anno dopo Pentecoste | Domenica di II classe | verde            | 2ª domenica dopo Pentecoste |
| Tempo durante l'anno dopo Pentecoste | Festa di I classe | bianco           | Venerdì dopo la 2ª domenica dopo Pentecoste: Sacratissimo Cuore di Gesù |
| Tempo durante l'anno dopo Pentecoste | Domenica di II classe | verde            | 3ª domenica dopo Pentecoste |
| Tempo durante l'anno dopo Pentecoste | Domenica di II classe | verde            | 4ª domenica dopo Pentecoste |
| Tempo durante l'anno dopo Pentecoste | Domenica di II classe | verde            | 5ª domenica dopo Pentecoste |
| Tempo durante l'anno dopo Pentecoste | Domenica di II classe | verde            | 6ª domenica dopo Pentecoste |
| Tempo durante l'anno dopo Pentecoste | Domenica di II classe | verde            | 7ª domenica dopo Pentecoste |
| Tempo durante l'anno dopo Pentecoste | Domenica di II classe | verde            | 8ª domenica dopo Pentecoste |
| Tempo durante l'anno dopo Pentecoste | Domenica di II classe | verde            | 9ª domenica dopo Pentecoste |
| Tempo durante l'anno dopo Pentecoste | Domenica di II classe | verde            | 10ª domenica dopo Pentecoste |
| Tempo durante l'anno dopo Pentecoste | Domenica di II classe | verde            | 11ª domenica dopo Pentecoste |
| Tempo durante l'anno dopo Pentecoste | Domenica di II classe | verde            | 12ª domenica dopo Pentecoste |
| Tempo durante l'anno dopo Pentecoste | Domenica di II classe | verde            | 13ª domenica dopo Pentecoste |
| Tempo durante l'anno dopo Pentecoste | Domenica di II classe | verde            | 14ª domenica dopo Pentecoste |
| Tempo durante l'anno dopo Pentecoste | Domenica di II classe | verde            | 15ª domenica dopo Pentecoste |
| Tempo durante l'anno dopo Pentecoste | Domenica di II classe | verde            | 16ª domenica dopo Pentecoste |
| Tempo durante l'anno dopo Pentecoste | Domenica di II classe | verde            | 17ª domenica dopo Pentecoste |
| Tempo durante l'anno dopo Pentecoste | Domenica di II classe | verde            | 18ª domenica dopo Pentecoste |
| Tempo durante l'anno dopo Pentecoste | Domenica di II classe | verde            | 19ª domenica dopo Pentecoste |
| Tempo durante l'anno dopo Pentecoste | Domenica di II classe | verde            | 20ª domenica dopo Pentecoste |
| Tempo durante l'anno dopo Pentecoste | Domenica di II classe | verde            | 21ª domenica dopo Pentecoste |
| Tempo durante l'anno dopo Pentecoste | Domenica di II classe | verde            | 22ª domenica dopo Pentecoste |
| Tempo durante l'anno dopo Pentecoste | Domenica di II classe | verde            | 23ª domenica dopo Pentecoste |
| Tempo durante l'anno dopo Pentecoste | Domenica di II classe | verde            | 24ª e ultima domenica dopo Pentecoste |

## Ciclo santorale dell'anno liturgico
| Data                      | Note Liturgiche Specifiche | Colore liturgico | Festa.                                                             |
| ------------------------- | -------------------------- | ---------------- | ------------------------------------------------------------------ |
| 30 novembre               | Festa di II classe         | rosso            | Sant'Andrea, apostolo                                              |
| 8 dicembre                | Festa di I classe          | bianco           | Immacolata Concezione della Beata Vergine Maria                    |
| 21 dicembre               | Festa di II classe         | rosso            | San Tommaso, apostolo                                              |
| 26 dicembre               | Festa di II classe         | rosso            | Santo Stefano, protomartire                                        |
| 27 dicembre               | Festa di II classe         | bianco           | San Giovanni, apostolo ed evangelista                              |
| 28 dicembre               | Festa di II classe         | rosso            | Santi Innocenti, martiri                                           |
| 2 febbraio                | Festa di II classe         | bianco           | Purificazione della Beata Vergine Maria, Benedizione delle Candele |
| 22 febbraio               | Festa di II classe         | bianco           | Cattedra di San Pietro, apostolo                                   |
| 24 febbraio               | Festa di II classe         | rosso            | San Mattia, apostolo                                               |
| 19 marzo                  | Festa di I classe          | bianco           | San Giuseppe sposo della Beata Vergine Maria                       |
| 25 marzo                  | Festa di I classe          | bianco           | Annunciazione della Beata Vergine Maria                            |
| 25 aprile                 | Festa di II classe         | rosso            | San Marco, evangelista                                             |
| 30 aprile                 | Festa di III classe        | bianco           | Santa Caterina da Siena, vergine                                   |
| 1º maggio                 | Festa di I classe          | bianco           | San Giuseppe artigiano sposo della Beata Vergine Maria             |
| 11 maggio                 | Festa di II classe         | rosso            | Santi Filippo e Giacomo, apostoli                                  |
| 31 maggio                 | Festa di II classe         | bianco           | Beata Vergine Maria Regina                                         |
| 24 giugno                 | Festa di I classe          | bianco           | Natività di San Giovanni Battista                                  |
| 29 giugno                 | Festa di I classe          | rosso            | SS. Pietro e Paolo, apostoli                                       |
| 1º luglio                 | Festa di I classe          | rosso            | Preziosissimo Sangue di Nostro Signore Gesù Cristo                 |
| 2 luglio                  | Festa di II classe         | bianco           | Visitazione della Beata Vergine Maria                              |
| 25 luglio                 | Festa di II classe         | rosso            | San Giacomo, apostolo                                              |
| 26 luglio                 | Festa di II classe         | bianco           | Sant'Anna, madre della Beata Vergine Maria                         |
| 6 agosto                  | Festa di II classe         | bianco           | Trasfigurazione di Nostro Signore                                  |
| 10 agosto                 | Festa di II classe         | rosso            | San Lorenzo                                                        |
| 15 agosto                 | Festa di I classe          | bianco           | Assunzione della Beata Vergine Maria                               |
| 16 agosto                 | Festa di II classe         | bianco           | San Gioacchino, padre della Beata Vergine Maria                    |
| 22 agosto                 | Festa di II classe         | bianco           | Cuore Immacolato di Maria                                          |
| 24 agosto                 | Festa di II classe         | rosso            | San Bartolomeo, apostolo                                           |
| 8 settembre               | Festa di II classe         | bianco           | Natività della Beata Vergine Maria                                 |
| 12 settembre              | Festa di II classe         | bianco           | Santissimo Nome di Maria                                           |
| 14 settembre              | Festa di II classe         | rosso            | Esaltazione della Santa Croce                                      |
| 15 settembre              | Festa di II classe         | bianco           | Sette dolori della Beata Vergine Maria                             |
| 21 settembre              | Festa di II classe         | rosso            | San Matteo, apostolo ed evangelista                                |
| 29 settembre              | Festa di I classe          | bianco           | Dedicazione di San Michele, arcangelo                              |
| 4 ottobre                 | Festa di III classe        | bianco           | San Francesco d'Assisi, confessore                                 |
| 7 ottobre                 | Festa di II classe         | bianco           | Sacratissimo Rosario della Beata Vergine Maria                     |
| 11 ottobre                | Festa di II classe         | bianco           | Maternità della Beata Vergine Maria                                |
| 18 ottobre                | Festa di II classe         | rosso            | San Luca, evangelista                                              |
| 28 ottobre                | Festa di II classe         | rosso            | Santi Simone e Giuda, apostoli                                     |
| Ultima domenica d'ottobre | Festa di I classe          | bianco           | Festa di Nostro Signore Gesù Cristo Re                             |
| 1º novembre               | Festa di I classe          | bianco           | Ognissanti                                                         |
| 2 novembre                | Festa di I classe          | nero             | Commemorazione di tutti i fedeli defunti                           |
| 9 novembre                | Festa di II classe         | bianco           | Dedicazione della Basilica del Santissimo Salvatore                |